# Below (film)
Below è un film del 2002 diretto da David Twohy.

## Trama
1943. Il sommergibile americano USS Tiger Shark, in missione nell'Atlantico, riceve l'ordine di modificare la propria rotta per andare a soccorrere dei naufraghi avvistati da un aereo. I tre superstiti tratti quindi in salvo, raccontano di essersi salvati dall'affondamento della loro nave-ospedale, silurata presumibilmente da un U-Boot tedesco. Il salvataggio però compromette il Tiger Shark che emerso in superficie per raccogliere i tre naufraghi, viene avvistato da un cacciatorpediniere tedesco il quale si mette subito a caccia del sommergibile. A peggiorare la già difficile situazione, si manifestano una serie di misteriosi quanto inquietanti episodi, tali da spingere parte dell'equipaggio a credere che il sommergibile sia preda di una maledizione. Gli eventi precipitano, e benché sfuggito all'inseguimento del caccia tedesco, l'equipaggio viene letteralmente decimato da un incendio, mentre i pochi sopravvissuti, oltre ad avere oscure visioni, devono fare i conti con i gravi danni meccanici e strutturali del sommergibile, che nel frattempo si trova ancora in profondità. Sarà la dottoressa Claire Page, una dei tre naufraghi salvati, a scoprire ciò che realmente è accaduto leggendo il giornale di bordo. La sua nave-ospedale infatti era stata silurata proprio dal Tiger Shark, scambiata per un tragico errore di identificazione, in un mercantile tedesco. Resosi conto dell'errore, il comandante del sommergibile Winters, salito sul ponte con i suoi ufficiali Brice, Loomis e Coors, aveva cercato di trarre in salvo i superstiti. Sfortunatamente i tre ufficiali ambiziosi e senza scrupoli, non avevano intenzione di macchiare il loro stato di servizio per colpa di quell'incidente, e avevano quindi ucciso Winters buttandolo poi in mare, e raccontando quindi, una volta scesi sotto coperta, che il comandante era scivolato e aveva battuto la testa. Ora il fantasma di Winters vuole la sua vendetta, e con Brice ormai morto suicida, ai sopravvissuti non resta che abbandonare la nave. Tratti in salvo da un mercantile, Claire e Odell si interrogano sull'accaduto, e sulle visioni, causate forse dall'eccessiva percentuale di anidride carbonica presente nel sommergibile. Ora che la vendetta di Winters è compiuta, l'USS Tiger Shark può affondare per raggiungere il suo comandante.